# 342 Dywizja Strzelecka (ZSRR)
342 Dywizja Strzelecka (ros. 342-я стрелковая дивизия) – związek taktyczny (dywizja) Armii Czerwonej.
Sformowana w 1941, w związku z niemiecką agresją na ZSRR. Broniła Moskwy zimą 1941/1942. W 1943 wyzwoliła Mcensk.
We wrześniu 1943 została przekształcona w 121 Gwardyjską Dywizję Strzelecką.